# Ponte dei zogatoli
Il ponte dei zogatoli (fino a giugno 2018 ponte San Giovanni Grisostomo) è un ponte di Venezia, situato nel sestiere di Cannaregio, poco distante dal ponte di Rialto.

## Descrizione
È chiamato "dei zogatoli" in memoria della pluridecennale presenza di Molin, un fornito e frequentatissimo negozio di giochi e giocattoli, la cui attività, aperta nel 1865, è terminata nel 2007.
Sopra al nizioleto posto in campo Flaminio Corner e che indica il nome del ponte, vi è una finestra in cui fa bella mostra di sé dall'ultimo quarto del XX secolo una grande scultura di mattoncini prodotti da un'azienda tedesca, alta circa un metro, che raffigura il personaggio disneyano Quo, nipote di Paperino. Nell'immaginario collettivo, il "soldato Quo" rappresenta l'emblema del cittadino veneziano che resiste e lotta contro l'impoverimento culturale e il degrado della sua città, soffocata dai turisti e negozi di souvenir e paccottiglia.